# Deadly Weapons
Deadly Weapons est un album de  Steve Beresford, Tonie Marshall, David Toop et John Zorn qui se présente comme la bande son d'un film noir qui n'existe pas. Il fait suite au premier concert de John Zorn donné en france l'année précédente avec David Toop et Steve Beresford. On peut y déceler les germes de certains des projets futurs de John Zorn.

## Titres
| No  | Titre               | Durée |
| --- | ------------------- | ----- |
| 1.  | Shockproof          | 8:13  |
| 2.  | Du Gris             | 3:17  |
| 3.  | King Cobra          | 4:46  |
| 4.  | Tallulah            | 3:20  |
| 5.  | Dumb Boxer          | 2:15  |
| 6.  | Lady Whirlwind      | 0:47  |
| 7.  | Shadow Boxer        | 3:03  |
| 8.  | Sitting In The Park | 1:42  |
| 9.  | Snow Blood          | 2:27  |
| 10. | Chen Pe'i Pe'i      | 3:08  |
| 11. | Jayne Mansfield     | 5:02  |

## Personnel
- Steve Beresford – claviers, bandes, trompette, guitare, samples, drum programming, percussions, univox
- Tonie Marshall – voix
- David Toop – guitare, pedal steel guitare, flûtes, percussions
- John Zorn –  saxophone alto, claviers, guiro, chœurs, clarinette